# Dorfkirche Hohenahlsdorf

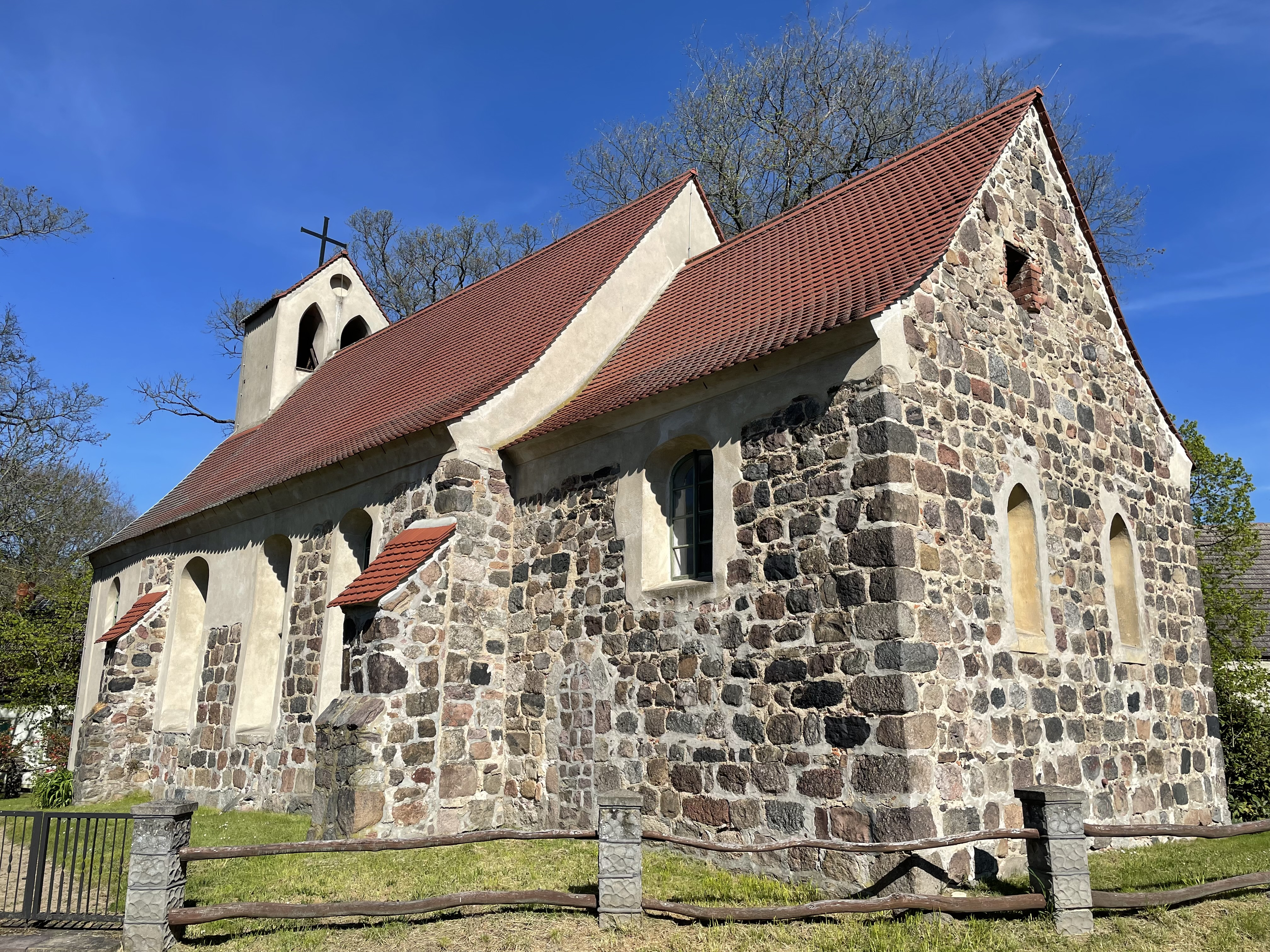
Dorfkirche Hohenahlsdorf

Die evangelische Dorfkirche Hohenahlsdorf ist eine spätromanische Feldsteinkirche in Hohenahlsdorf, einem Ortsteil der Gemeinde Niederer Fläming im Landkreis Teltow-Fläming im Land Brandenburg. Die Kirchengemeinde gehört zum Kirchenkreis Zossen-Fläming der Evangelischen Kirche Berlin-Brandenburg-schlesische Oberlausitz.

## Lage
Die Bundesstraße 101 führt von Norden kommend in südlicher Richtung durch den Ort. Hiervon zweigt die Landstraße 715 in südwestlicher Richtung ab. Die Kirche steht wenige hundert Meter südwestlich dieser Kreuzung auf einem Grundstück mit einem Kirchfriedhof, der mit einem Zaun eingefriedet ist.

## Geschichte
Das Bauwerk entstand in der zweiten Hälfte des 13. Jahrhunderts und wurde zu einem späteren Zeitpunkt teilweise verputzt. Die Gläubigen wurden von vor 1352 bis Mitte des 16. Jahrhunderts vom Bistum Brandenburg und dort vom Archidiakonat des dortigen Dompropstes betreut. Im Jahr 1562 besaß der Pfarrer zwei Pfarrhufen (ebenso 1706); der Pfarrhof wurde mit einem Scheffel Gerste besaß. Der Pfarrer erhielt die 30. Mandel sowie 1⁄3 des Fleischzehnt, der Küster bekam 10 Scheffel Roggen von der Gemeinde, ein Brot sowie zwei Eier aus jedem Haus. Der Kirche gehörten sieben Morgen Acker, die alle sechs bis sieben Jahre besät wurden. Außerdem erhielt sie von drei Höfen den Fleischzehnt. Von 1638 bis 1663 lag das Konsistorium in Dresden und kam im genannten Jahr an das Konsistorium Querfurt, während das Kirchenpatronat beim Gutsherren lag. Nach dem Dreißigjährigen Krieg erhielt die 1673 einen Glockenturm in der Mitte des Kirchenschiffs, der zu einem unbekannten Zeitpunkt jedoch wieder abgerissen wurde. Im Jahr 1706 besaß die Kirche eine Hufe Land. Für einen langen Zeitraum lag das Kirchenpatronat bei der Familie Schönermark, die nördlich eine Patronatsloge anfügen und die Fenster „barock“ erweitern ließ. Das Konsistorium wechselte in dieser Zeit im Jahr 1746 von Querfurt nach Wittenberg. Zum Ende des 19. Jahrhunderts wurde die Kirche nach Westen hin erweitert und der Eingangsbereich neu gestaltet. Dabei erhielt sie auch ein kleines Glockentürmchen, das nach dem Ende des Zweiten Weltkrieges verändert wurde. Nach 1949 wurde die Patronatsloge als Trauerhalle genutzt. Im Juli 2000 begann eine umfassende Sanierung des Bauwerks. Nachdem ein Gutachten den Zustand des Gebäudes dokumentierte, begannen im Dezember 2001 die Arbeiten. Sie umfassten eine Sanierung der Gebäudehülle, aber auch eine neue Farbfassung, die sich an der dokumentierten Ausmalung im 19. Jahrhundert orientierte.

## Baubeschreibung

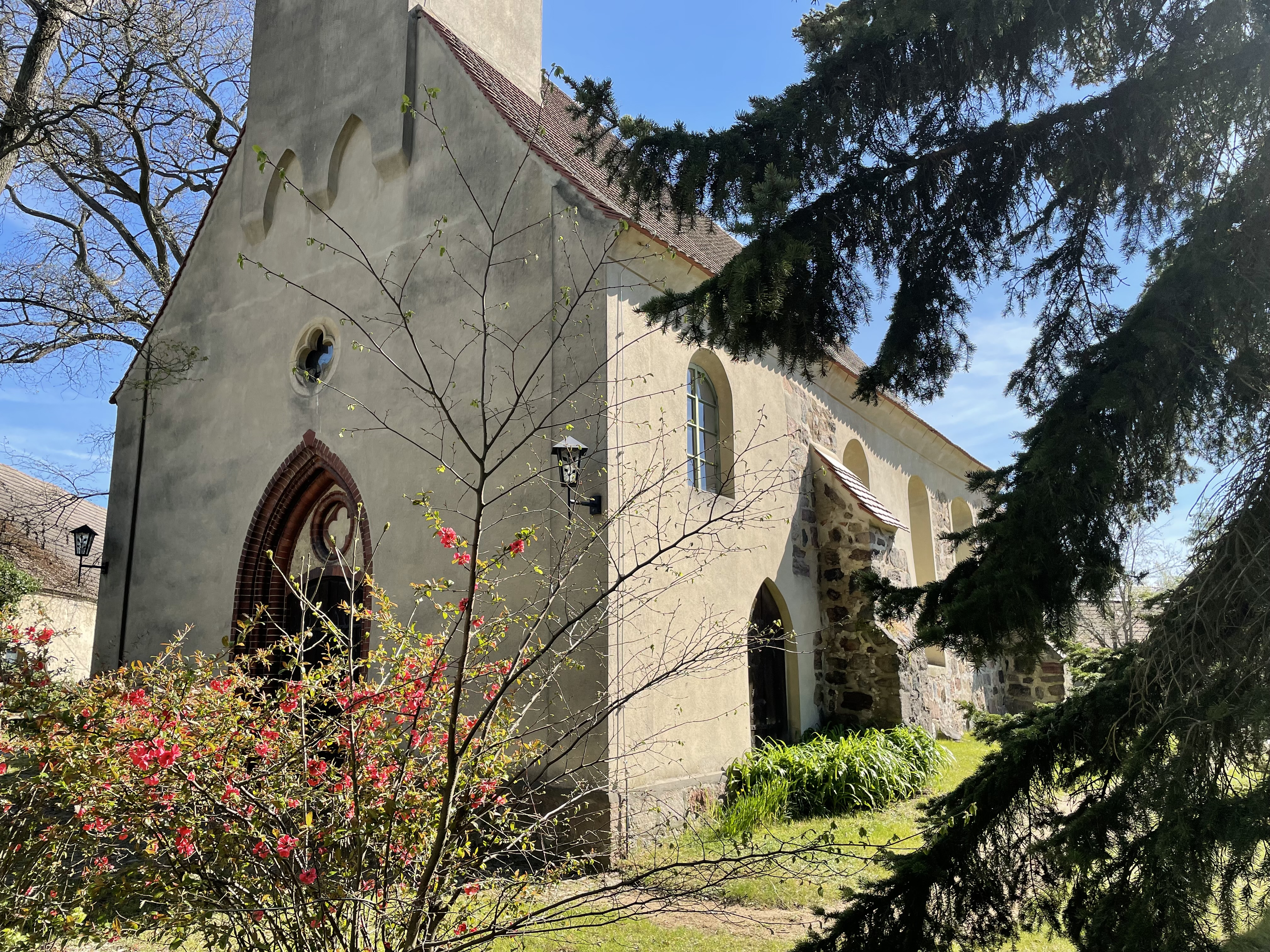
Ansicht von Südwesten

Das Bauwerk entstand im Wesentlichen aus Feldsteinen, die teilweise verputzt wurden. Der Chor hat einen rechteckigen Grundriss und ist eingezogen. Die Steine sind behauen und weitgehend lagig geschichtet. Im Osten sind zwei kleine spitzbogenförmige Fenster, die nach Angaben der Gemeinde Niederer Fläming aus der Bauzeit stammen. Ihre Laibung wird durch eine verputzte Fasche nochmals betont. Oberhalb ist im Giebel leicht nach Süden hin ausmittig eine kleine und rechteckige Öffnung. An der Nord- und Südseite sind die Fenster gedrückt-segmentbogenförmig und deutlich vergrößert. Ergänzt werden sie durch eine vermauerte Priesterpforte an der Südseite.
Das Kirchenschiff wird von dem großen Patronatsanbau an seiner Nordseite dominiert. Es entstand ebenfalls aus Feldsteinen, von denen jedoch nur noch ein unverputzter Sockel zu erkennen ist. Am Übergang vom Chor zur nordöstlichen Langwand ist ein Strebepfeiler, westlich davon ein großes Fenster. Der Anbau selbst hat wie auch das Schiff einen quadratischen Grundriss. Er kann von Norden her über ein Portal betreten werden; darüber ist ein Fenster, ebenso an der West- und Ostseite. An der Südseite der Langwand ist ein spitzbogenförmiges Portal. Die Südseite des Langhauses wird von drei großen Fenstern dominiert; eingerahmt westlich und östlich davon je ein weiterer, zweifach getreppter Strebepfeiler.
Der Hauptzugang erfolgt jedoch von Westen her durch ein dreifach profiliertes, spitzbogenförmiges Portal, das mit rötlichen Ziegeln eingefasst wurde. Darüber ist ein gemauerter Vierpass. Oberhalb erhebt sich ein Turmaufsatz mit zwei spitzbogenförmigen Klangarkaden, darüber eine kreisförmige Blende. Der Aufsatz wie auch das Schiff tragen ein schlichtes Satteldach, der Turm zusätzlich ein Kreuz.

## Ausstattung
Das hölzerne, neogotische Altarretabel zeigt in einer figürlichen Darstellung den Auferstandenen, begleitet von den Aposteln Paulus von Tarsus und Simon Petrus. Es stammt aus der zweiten Hälfte des 19. Jahrhunderts. Zur weiteren Kirchenausstattung gehört ein Gemälde Golgothas aus dem Jahr 1676.
Das Bauwerk verfügt über eine barocke Westempore; die Südempore wurde entfernt. Es ist im Innern flach gedeckt. Im Turm hängt eine Glocke, die 1681 von Billich in Wittenberg gegossen wurde. Auf dem Friedhof erinnert ein klassizistisches Epitaph an die/den 1797 verstorbene(n) Chr. E. Wollkeylin.